# Goran Savanovič
Goran Savanovič (* 28. srpna 1973, přezdívaný "Sepa") je srbský basketbalista hrající českou Národní basketbalovou ligu za tým BK Prostějov. Hraje na pozici křídla.
Je vysoký 198 cm, váží 100 kg.

## Kariéra
Goran Savanovič za svou kariéru postupně vystřídal kromě srbských týmů (Novi Sad, Crvena Zvezda Beograd, Partizan Beograd), také týmy polské, izraelské a belgické ligy.
V BK Prostějov hraje od roku 2007.

## Statistiky
| Sezóna   | Soutěž      | Odehrané minuty | Průměr na zápas | Body | Průměr na zápas |
| -------- | ----------- | --------------- | --------------- | ---- | --------------- |
| 2005/06  | Mattoni NBL | 786.6           | 20.2            | 376  | 9.6             |
| 2005/06  | Český pohár | 24.8            | 24.8            | 12   | 12.0            |
| 2006/07* | Mattoni NBL | 437.2           | 21.9            | 193  | 9.7             |

 *Rozehraná sezóna - údaje k 20.1.2007